# الكسندر ويلسون تايلور
الكسندر ويلسون تايلور (بالإنجليزية: Alexander Wilson Taylor)‏ هو محامي وسياسي أمريكي، ولد في 22 مارس 1815، وتوفي في 7 مايو 1893. حزبياً، نشط في الحزب الجمهوري. وقد انتخب عضو مجلس نواب بنسيلفانيا وانتخب عضو مجلس النواب الأمريكي.